# Sommer-Paralympics 2024/Boccia
Bei den Sommer-Paralympics 2024 in Paris wurden in insgesamt elf Wettbewerben im Boccia Medaillen vergeben. Die Entscheidungen fielen zwischen dem 29. August und dem 5. September 2024 in der South Paris Arena 1.

## Klassen
Bei den paralympischen Bocciawettbewerben wird zwischen vier Klassen unterschieden:
- BC1: Athleten mit Infantiler Zerebralparese mit motorischen Störungen, die den ganzen Körper betreffen. Spielen den Ball mit Händen oder Füßen. Können durch einen Helfer unterstützt werden.
- BC2: Athleten mit Infantiler Zerebralparese mit motorischen Störungen, die den ganzen Körper betreffen. Spielen den Ball mit den Händen. Keine Unterstützung durch einen Helfer.
- BC3: Athleten mit Infantiler Zerebralparese oder vergleichbaren Krankheiten, die alle vier Gliedmaßen betreffen. Benötigen die Hilfe einer Rampe, um den Ball spielen zu können, wobei auch ein Helfer hinzugezogen werden kann.
- BC4: Athleten, die nicht an Infantiler Zerebralparese leiden, dafür an Krankheiten Muskeldystrophie oder Tetraplegie, alle vier Gliedmaßen sind betroffen. Spielen den Ball mit den Händen, werden nicht durch einen Helfer unterstützt.

## Medaillenspiegel Boccia
| Medaillenspiegel Boccia | Medaillenspiegel Boccia | Medaillenspiegel Boccia         | Medaillenspiegel Boccia   | Medaillenspiegel Boccia   | Medaillenspiegel Boccia |
| Platz                   | Land                    | Goldmedaille – Paralympiasieger | Silbermedaille – 2. Platz | Bronzemedaille – 3. Platz | Gesamt                  |
| ----------------------- | ----------------------- | ------------------------------- | ------------------------- | ------------------------- | ----------------------- |
| 1                       | Hongkong                | 3                               | 2                         | –                         | 5                       |
| 2                       | China                   | 2                               | –                         | –                         | 2                       |
| 3                       | Südkorea                | 1                               | 3                         | 1                         | 5                       |
| 4                       | Kolumbien               | 1                               | 1                         | 1                         | 3                       |
| 5                       | Thailand                | 1                               | −                         | 2                         | 3                       |
| 6                       | Frankreich              | 1                               | –                         | –                         | 1                       |
| 6                       | Großbritannien          | 1                               | –                         | –                         | 1                       |
| 6                       | Portugal                | 1                               | –                         | –                         | 1                       |
| 9                       | Indonesien              | –                               | 2                         | 2                         | 4                       |
| 10                      | Australien              | –                               | 2                         | –                         | 2                       |
| 11                      | Singapur                | –                               | 1                         | –                         | 1                       |
| 12                      | Japan                   | –                               | –                         | 2                         | 2                       |
| 13                      | Argentinien             | –                               | –                         | 1                         | 1                       |
| 13                      | Griechenland            | –                               | –                         | 1                         | 1                       |
| 13                      | Ukraine                 | –                               | –                         | 1                         | 1                       |

## Ergebnisse

### Männer Einzel

#### Einzel BC1
| Platz | Land       | Sportler       |
| ----- | ---------- | -------------- |
| 1     | Hongkong   | John Loung     |
| 2     | Südkorea   | Jung Sung-joon |
| 3     | Indonesien | Muhamad Syafa  |

#### Einzel BC2
| Platz | Land       | Sportler                   |
| ----- | ---------- | -------------------------- |
| 1     | Thailand   | Worawut Saengampa          |
| 2     | Indonesien | Muhammad Bintang Herlangga |
| 3     | Thailand   | Watcharaphon Vongsa        |

#### Einzel BC3
| Platz | Land         | Sportler                |
| ----- | ------------ | ----------------------- |
| 1     | Südkorea     | Jeong Ho-won            |
| 2     | Australien   | Daniel Michel           |
| 3     | Griechenland | Grigorios Polychronidis |

#### Einzel BC4
| Platz | Land                   | Sportler        |
| ----- | ---------------------- | --------------- |
| 1     | Vereinigtes Königreich | Stephen McGuire |
| 2     | Kolumbien              | Edilson Chica   |
| 3     | Ukraine                | Artem Kolinko   |

### Frauen Einzel

#### Einzel BC1
| Platz | Land       | Sportler       |
| ----- | ---------- | -------------- |
| 1     | Frankreich | Aurélie Aubert |
| 2     | Singapur   | Jeralyn Tan    |
| 3     | Japan      | Hiromi Endo    |

#### Einzel BC2
| Platz | Land       | Sportler           |
| ----- | ---------- | ------------------ |
| 1     | Portugal   | Cristina Goncalves |
| 2     | Südkorea   | Jeong So-yeong     |
| 3     | Indonesien | Gischa Zayana      |

#### Einzel BC3
| Platz | Land       | Sportler        |
| ----- | ---------- | --------------- |
| 1     | Hongkong   | Ho Yuen Kei     |
| 2     | Australien | Jamieson Leeson |
| 3     | Südkorea   | Kang Sun-hee    |

#### Einzel BC4
| Platz | Land      | Sportler          |
| ----- | --------- | ----------------- |
| 1     | China     | Lin Ximei         |
| 2     | Hongkong  | Cheung Yuen       |
| 3     | Kolumbien | Leidy Chica Chica |

### Mixed Team

#### Mixed Team BC1/BC2
| Platz | Land       | Sportler                                        |
| ----- | ---------- | ----------------------------------------------- |
| 1     | China      | Lan Zhijian, Yan Zhiqiang, Zhang Qi             |
| 2     | Indonesien | Muhamad Syafa, Felix Ardi Yudha, Gischa Zayana  |
| 3     | Japan      | Hiromi Endō, Takayuki Hirose, Hidetaka Sugimura |

### Mixed Doppel

#### Mixed Doppel BC3
| Platz | Land        | Sportler                           |
| ----- | ----------- | ---------------------------------- |
| 1     | Hongkong    | Yuen Kei Ho / Tak Wah Tse          |
| 2     | Südkorea    | Howon Jeong / Sunhee Kang          |
| 3     | Argentinien | Stefania Ferrando / Rodrigo Romero |

#### Mixed Doppel BC4
| Platz | Land      | Sportler                                |
| ----- | --------- | --------------------------------------- |
| 1     | Kolumbien | Leidy Chica Chica / Edilson Chica Chica |
| 2     | Hongkong  | Yuen Cheong / Yuk Wing Leong            |
| 3     | Thailand  | Pornchok Larpyen / Nuanchan Phonsila    |